# Петравож
Петравож (устар. Петра-Вож) — река в Берёзовском районе Ханты-Мансийского автономного округа. Устье реки находится на 7-м км левого берега реки Большая Тыкотлова. Длина реки составляет 20 км.

## Данные водного реестра
По данным государственного водного реестра России относится к Нижнеобскому бассейновому округу, водохозяйственный участок реки — Северная Сосьва, речной подбассейн реки — Северная Сосьва. Речной бассейн реки — (Нижняя) Обь от впадения Иртыша.